# قطعنامه ۳۷۴ شورای امنیت
قطعنامه ۳۷۴ شورای امنیت سازمان ملل متحد که در تاریخ ۱۸ اوت ۱۹۷۵ تصویب شد، سندی بین‌المللی دربارهٔ عضویت موزامبیک است. این قطعنامه طی نشست ۱٬۸۳۸ام با ۱۵ موافق، ۰ مخالف و ۰ ممتنع تصویب شد.